# История метрической системы
Идеи, сходные с теми, которые лежат в основании метрической системы мер, обсуждались в XVI и XVII столетиях. Симон Стевин опубликовал предложения по десятичной записи, а Джон Уилкинс опубликовал проект десятичной системы мер, основанной на естественных единицах. Первую практическую реализацию метрической системы осуществили в 1799 году, во время Великой Французской революции, когда существовавшая система мер, которая приобрела дурную репутацию, была временно заменена десятичной системой, основанной на килограмме и метре. Работа по реформе старой системы мер и весов поддерживалась всеми, кто был у власти, в том числе Людовиком XVI. Метрическая система, по словам философа и математика Кондорсе, была предназначена «для всех людей и времён». В эпоху гуманизма основные единицы были взяты из мира природы: единица длины — метр — основывалась на размерах Земли, а единица массы — килограмм — на массе такого количества воды, которое занимало объём в один литр, то есть одну тысячную кубического метра. Эталонные копии обеих единиц были изготовлены и помещены на хранение во Французскую академию наук. В 1812 году, из-за непривычности в то время новой метрической системы, в сфере розничной торговли и малого бизнеса Франция вернулась к некоторым старым единицам, но привязанным к метрической системе (например, старый туаз стал метрическим туазом).
В 1837 году метрическая система была вновь принята во Франции, кроме того, в первой половине XIX века её приняло научное сообщество. В середине XIX века Джеймс Кларк Максвелл продвигал идею связанной системы, где небольшое количество единиц измерения определяются как основные, а все остальные, называемые производными, определялись при помощи основных. Максвелл предложил три основные единицы величин: единицы длины, массы и времени. Эта идея хорошо работала в механике, но попытки описать с её помощью электромагнитные силы сталкивались с трудностями. В конце XIX века для измерения электромагнитных явлений пользовались четырьмя основными вариантами метрической системы: тремя, основанными на сантиметре, грамме и секунде (система СГС), и одной, основанной на метре, килограмме и секунде (система МКС). Выход из тупика нашёл Джованни Джорджи, который в 1901 году доказал, что система, которая включает электромагнитные единицы, должна использовать одну из них как четвёртую основную.
До 1875 года французское правительство владело прототипами метра и килограмма, но в этом году была подписана Метрическая конвенция, и контроль над стандартами перешёл к трём межправительственным организациям, старшей из которых стала Генеральная конференция по мерам и весам (ГКМВ) (фр. Conférence générale des poids et mesures). В первой половине XX века ГКМВ взаимодействовала с некоторыми другими организациями, и к 1960 году она была ответственна за определение временных, электрических, тепловых, молекулярных и световых мер, а другие организации продолжали играть свою роль в том, как эти единицы измерения использовались.
В 1960 году ГКМВ ввела в действие Международную систему единиц (СИ) (фр. Le Système International d’Unités, SI), в которой были шесть основных единиц: метр, килограмм, секунда, ампер, градус Кельвина (впоследствии переименован в «кельвин») и кандела, а также 22 другие единицы, производные от них. В 1971 году была добавлена седьмая основная единица — моль. В течение этого времени метр был переопределён в терминах длины волны определённого источника света (затем в терминах расстояния, проходимого светом в вакууме за определённое время), а секунда — в терминах частоты излучения другого источника света.
В конце XX и начале XXI века проводилась работа по переопределению ампера, килограмма, моля и кельвина в терминах фундаментальных физических постоянных. Эта работа была в основном закончена к 2018 году, и в 2019 году новая ревизия СИ официально заменила старую.

## Развитие исходных принципов
Первым практическим применением метрической системы была система, введённая французскими революционерами к концу XVIII века. Её ключевыми свойствами были:
- В ней использовались десятичные отношения между единицами.
- Размеры её единиц были основаны на природных явлениях.
- Величины с разными размерностями соотносились между собой рациональным образом.
- Префиксы использовались для образования кратных и дольных единиц.

Эти свойства исследовались и излагались различными учёными в течение двух столетий, предшествовавших введению французской метрической системы.
Симону Стевину приписывают введение десятичной системы во всеобщее употребление в Европе. Авторы XX века, например, Bigourdan (Франция, 1901) и McGreevy (Великобритания, 1995) называли французского священника Габриеля Мутона (1670) изобретателем метрической системы. В 2007 году стала известна предложенная английским священником Джоном Уилкинсом когерентная десятичная система мер. После этого историки сконцентрировались на предложениях Уилкинса: Tavernor (2007) в равной мере рассматривает Уилкинса и Мутона, а Quinn (2012) не упоминает о Мутоне, а утверждает, что «он [Уилкинс] предложил по существу то, что стало… французской десятичной метрической системой».

### Работа Симона Стевина
В раннем Средневековье для записи чисел в Европе использовали римские цифры, но арабы записывали числа, используя индийские цифры — позиционную систему, которая пользуется десятью символами. Примерно в 1202 году Фибоначчи опубликовал своё сочинение Liber Abaci (Книга абака), которое ввело понятие о позиционной записи в Европе. Эти символы развились в цифры «0», «1», «2» и т. д.
В то время существовал спор, который касался различия между рациональными и иррациональными числами, и не было последовательности в том, как представляли десятичные дроби. В 1586 году Симон Стевин опубликовал небольшую брошюру под названием «De Thiende» («десятая»), которые историки рассматривают как основу современной записи десятичных дробей. Стевин чувствовал, что это новшество весьма важно, и потому утверждал, что всеобщее введение десятичной монетной системы, мер и весов — всего лишь дело времени.

### Работа Джона Уилкинса
В середине XVII века Джон Уилкинс — первый секретарь Лондонского королевского общества — получил от него просьбу разработать «универсальный стандарт мер». В 1668 году он попытался кодифицировать все знания в своей 621-страничной книге «Опыт о реальном письме и философском языке» (англ. An Essay towards a Real Character and a Philosophical Language). Четыре страницы части II в главе VII были посвящены физическим измерениям. Здесь Уилкинс также предложил десятичную систему измерений, основанную на том, что он назвал «универсальной мерой», которая была взята из природы для использования «образованными людьми» различных стран.
Уилкинс рассматривал земной меридиан, атмосферное давление и (следуя за предложением Кристофера Рена и демонстрациями Христиана Гюйгенса) маятник как источник для своей универсальной меры. Он исключил атмосферное давление из числа кандидатов: оно было описано Торричелли в 1643 году как подозрительное в отношении изменчивости (связь атмосферного давления с погодой ещё не была понятна в то время), а затем отверг и меридиан как слишком сложный для измерения; в итоге он остановился на маятнике. По его предложению, длина секундного маятника (примерно 993 мм), которую он называл «стандартом», должна была бы стать основой меры длины. Кроме того, по предложению, «мерой вместимости» (единицей объёма) должны были бы определить как кубический стандарт, и чтобы «мерой веса» (основной единицей веса [массы]) стал бы вес кубического стандарта дождевой воды. Все кратные и дольные единицы должны были отличаться от основных на ту или иную степень десяти. Короче, Уилкинс «предложил по существу то, что стало… французской десятичной метрической системой».

### Работа Габриеля Мутона
В 1670 году Габриель Мутон — французский аббат и астроном — опубликовал книгу «Observationes diametrorum solis et lunae apparentium», в которой предложил десятичную систему измерений длины, основанную на размерах Земли, для использования в международном общении учёных. Миллиар (milliare) был бы определён как минута дуги меридиана и делился бы на 10 центурий (centuria), центурия — на 10 декурий (decuria) и так далее, следующими единицами были бы вирга (virga), виргула (virgula), децима (decima), центезима (centesima) и миллезима (millesima). Мутон использовал оценку Риччоли, что один градус дуги заключает в себе 321 185 болонских футов, а его эксперимент показал, что маятник длиной в одну виргулу совершал бы 3959,2 колебания в течение получаса. Современная теория маятника показывает, что такой маятник был бы 205,6 мм длиной, а используя сегодняшние данные о размере Земли, мы можем определить длину виргулы примерно в 185,2 миллиметра. Мутон верил, что обладая такой информацией, учёные из других стран смогут создать копию виргулы для собственного употребления.

### Разработки XVII века
Обмен метрологической информацией был одной из проблем, с которой столкнулись учёные середины XVII века; многие обсуждали возможность научного общения с использованием так называемой «универсальной меры», которая не связана с определённой национальной системой мер. Идеи Мутона в то время привлекали к себе интерес: как Пикар в своей работе «Mesure de la Terre» (1671), так и Гюйгенс в рaботе «Horologium Oscillatorium sive de motu pendulorum» (1673) предложили, чтобы стандартная единица длины была бы связана с частотой колебаний маятника.
Интерес Французской академии наук к экспериментам с маятником был в сущности предсказан Пикаром в его работе «Mesure de la Terre». Длину «секундного маятника» измерили в нескольких местах вне Франции: в 1671 году на Ураниборге — острове в 26 км к северу от Копенгагена, а в 1672 году Жан Рише сделал это в Кайенне во Французской Гвиане, в 5° к северу от экватора. Заметного различия между длиной секундного маятника в Ураниборге и Париже не было, но длина кайенского и парижского маятников отличалась на 2,81 мм. Совместные опыты с Королевским обществом не показали никакой заметной разницы между маятниками измеренными в Лондоне и Париже, но измерения на острове Горе в Сенегале (Западная Африка) лучше соответствовали тем, что были проведены в Кайенне. В то же время в Англии Локк в своей работе «Опыт о человеческом разумении» (англ. An Essay Concerning Human Understanding) (1689) упомянул о «футе философа», который он определил как треть «секундного маятника» на 45° широты.
В 1686 году Исаак Ньютон в своей книге «Математические начала натуральной философии» дал теоретическое объяснение «вздутого экватора», которое объясняло найденную разницу в длине «секундных маятников», эта теория была подтверждена экспедицией Французской академии в Перу в 1735 году.

### Международное сотрудничество в XVIII веке
В конце XVIII века были выдвинуты предложения об общей международной системе мер в области торговли и технологии, сходные с предложениями универсальной меры в XVII веке; когда французские революционеры ввели такую систему, они обратились ко многим предложениям XVII века.
В начале IX века, когда большая часть будущей Франции была частью Каролингской империи, меры были стандартизированы императором Карлом Великим. Он ввёл стандартные единицы измерения длины и массы по всей империи. Когда империя распалась на отдельные государства, включая Францию, эти стандарты начали расходиться. По одной из оценок, в преддверии революции во Франции использовались четверть миллиона единиц измерения, во многих случаях величина, которая была связана с той или иной единицей, отличалась от города к городу и от лавки к лавке. Хотя у некоторых стандартов, вроде pied du roi (королевского фута), было некоторое преимущество, и они использовались учёными, многие торговцы выбирали для пользования свои собственные инструменты измерения, давая простор обману и мешая торговле и промышленности. Эти различия поддерживались местными правовыми преимуществами, но мешали торговле и налогообложению. В противоположность этому, в Англии «Великая хартия вольностей» установила, что «должна быть одна единица измерения по всему королевству».
К середине XVIII века стало очевидным, что для стран, которые торгуют между собой и обмениваются научными идеями, необходимы общие стандарты мер и весов. Испания, например, приравняла свои единицы измерения ко французским королевским, а Пётр Великий связал русские единицы длины с английскими. В 1783 году английский изобретатель Джеймс Уатт, который испытывал трудности при общении с немецкими учёными, призвал к созданию всемирной десятичной системы мер, предложив систему, которая, как и предложенная Уилкинсом в XVII веке, использовала плотность воды, чтобы связать длину и массу, а в 1788 году французский химик Антуан Лавуазье заказал набор из десяти медных цилиндров — [французский] фунт и его десятичные подразделения — для использования в своей экспериментальной работе.